# 显谨亲王衍璜墓
显谨亲王衍璜墓，位于北京市朝阳区潘家园街道潘家园西里，是显谨亲王衍璜的墓。

## 简介
显谨亲王衍璜墓始建于清朝乾隆三十六年（1771年）。显谨亲王衍璜历经康熙、雍正、乾隆三朝，正值盛世，所以其墓的规模、等级都高于历代肃亲王墓。该墓的阳宅曾开办义学。中华人民共和国成立后，被中国人民解放军空军某部当作库房，1986年用已拆毁的碑楼、宫门、部分宫墙的砖料，在墓圈内兴建多排平房，作为职工住房。1986年，“显谨亲王衍璜墓”被公布为朝阳区重点文物保护单位。2009年，北京市文物局拨款抢险修缮东西朝房。2010年，被列入朝阳区边角地整治拆迁计划中，拆迁完成后由朝阳区文化委员会全面修缮。2013年，朝阳区文化委员会召开显谨亲王衍璜墓享殿修缮项目协调会。
该墓坐北朝南，原来有宫门、华表、碑及碑楼、东西朝房、享殿、地宫、宫墙，现在原规制已被破坏，仅存东西朝房、享殿、部分宫墙。享殿是绿琉璃瓦大式歇山顶，单翘重昂七跴斗拱，面阔五间（18米），前后出廊，饰有彩画。享殿前出有月台，月台前面设有丹陛，两侧是七步台阶。东西朝房是灰布筒瓦大式硬山顶，面阔三间，前后出廊，饰有雅五墨旋子彩画。